# Aethiothemis bequaerti
Aethiothemis bequaerti е вид водно конче от семейство Libellulidae. Видът е незастрашен от изчезване.

## Разпространение
Разпространен е в Ангола, Демократична република Конго, Замбия, Малави и Нигерия.